# De två systrarna (musikalbum)
De två systrarna är ett musikalbum av folkmusikgruppen Rå och släpptes 29 oktober 2003. Det är det musikgruppens första och enda musikalbum.

## Sånglista
Musikalbumet innehåller 17 låtar och en berättelse om den naturmytiska mordballaden med samma namn som albumet.
| CD1 1. Det var en gång 2. Korsbrickebacken 3. Mötet 4. Hon är en ängel 5. Råtagen 6. Osynlighetssången 7. Evigt ung 8. Flickan med silverhår 9. Mina ögon 10. Vårnatten 11. Isas sång 12. Dansa med älvor 13. Vattnets kung 14. En ensam man 15. Trollsjöpolskan 16. Brudmarschen 17. Störst av dem är kärlek | CD2 1. Berättelsen om de två systrarna (uppläst av Claire Wikholm) |

## Medverkande
Källa: 
- Py Bäckman
- Eleonor Ågeryd (sång)[2]
- Mats Wester
- Claire Wikholm (berättarröst)